# Ruben Mersch
Ruben Mersch (1976) is een Vlaamse filosoof, bioloog en schrijver van non-fictie.

## Biografie
Mersch studeerde filosofie en biologie aan de Universiteit Gent. Door een speling van het lot belandde hij na zijn studies in de farma-industrie. Daarna besloot hij schrijver te worden en werd hij columnist voor De Standaard. Van zijn eerste boek, Oogklepdenken (2012), zijn meer dan 15.000 exemplaren verkocht. Voor dit boek kreeg hij de 'Zesde Vijs': een prijs die door de organisatie SKEPP wordt toegekend aan iemand die zich verdienstelijk heeft gemaakt in het verspreiden van objectieve kennis inzake pseudowetenschap en het paranormale.
In 2016 verscheen zijn tweede boek Waarom iedereen altijd gelijk heeft.
Mersch woont en werkt in Gent.